# Tocoyena cubensis
Tocoyena cubensis är en måreväxtart som beskrevs av Nathaniel Lord Britton och Paul Carpenter Standley. Tocoyena cubensis ingår i släktet Tocoyena och familjen måreväxter.
Artens utbredningsområde är Kuba. Inga underarter finns listade i Catalogue of Life.